# Chantada (Comarca)
Die Comarca Chantada ist eine der 13 Comarcas der spanischen Provinz Lugo in der Autonomen Gemeinschaft Galicien.

## Lage
Das Gebiet der Comarca liegt im Südwesten der Provinz Lugo und grenzt dort an folgende Provinzen und Comarcas innerhalb der Provinz Lugo:
| A Ulloa            | Lugo                                        | Sarria         |
| Provinz Pontevedra | Kompassrose, die auf Nachbargemeinden zeigt | Terra de Lemos |
|                    | Provinz Ourense                             |                |

## Gliederung
Die Comarca umfasst drei Gemeinden (spanisch Municipios; galicisch Concello) mit einer Fläche von 462,25 km², was 4,69 % der Fläche der Provinz Lugo und 1,56 % der Fläche Galiciens entspricht.
| Gemeinde         | Einwohner (2024) | Fläche km² | Dichte Einw./km² | Cod INE | Postleitzahl                     |
| ---------------- | ---------------- | ---------- | ---------------- | ------- | -------------------------------- |
| Carballedo       | 2.044            | 138,85     | 15               | 27009   | 27530                            |
| Chantada         | 8.092            | 176,73     | 46               | 27016   | 27500, 27512, 27514–27518, 27595 |
| Taboada          | 2.601            | 146,67     | 18               | 27060   | 27550                            |
| Comarca Chantada | 12.737           | 462,25     | 28               | –       | –                                |

## Bevölkerung
2014 betrug die Gesamtzahl der Einwohner 14.055, davon 1.194 Kinder und Jugendliche bis einschließlich 14 Jahre (8,5 %), 8.008 Personen im Alter von 15 bis einschließlich 64 Jahre (56,98 %) und 4.853 Senioren (34,53 %).